# 高雄褒忠義民廟
高雄褒忠義民廟，又稱褒忠義民廟，位於臺灣高雄市三民區次分區獅頭。主祀由新埔義民廟分靈的義民爺。

## 廟史
義民爺信徒林讓才在民國三十五年（西元1946年）於高雄火車站前（今南華路和建國二路入口）居住，後到新竹縣新埔鎮枋寮褒忠義民廟求香旗香火，將義民爺香旗奉祀為家神，之後中北部南遷高雄客家鄉親漸多，於民國37年由三百餘人募捐在原址興建廟殿三間，稱「褒忠亭」。
後來因為高雄市都市計劃開闢道路，在民國三十七年，經吳辛喜、陳庚仁、張安清等數十人發起建廟，稱為「褒忠亭」，其後因義民爺信徒越來越多以及都市發展越來越繁榮等因素，最終於三民區獅頭選定新址（現址）建廟，新廟地址鄰近舊高雄市全市客家族群最集中的地區——三民區寶珠溝。新廟建築於民國62年動工，民國66年竣工。在民國六十三年十二月十日建廟期間，決定將其原名褒忠亭，改稱「高雄褒忠義民廟」。

## 祀神
- 正殿：義民爺、觀音菩薩、天后聖母
- 文昌殿：文昌帝君、武財神、月下老人
- 太歲殿：太歲星君、註生娘娘、福德正神

## 慶典
- 農曆正月十三日      天上聖母進香（彰化、北港、新港、溪北）
- 農曆正月十四～十五日  元宵節活動 （安奉太歲暨消災解厄法會）
- 農曆二月初二日      福德正神聖誕千秋
- 農曆二月初三日      文昌帝君聖誕千秋
- 農曆二月十九日      觀音菩薩佛辰
- 農曆三月十五日      中路財神趙元帥聖誕千秋
- 農曆三月二十日      註生娘娘聖誕千秋
- 農曆三月廿三日      天上聖母聖誕千秋
- 農曆七月十九日      值年太歲星君聖誕千秋
- 農曆七月二十日      義民節（慶讚中元）
- 農曆八月十五日      月下老人和福德正神千秋
- 農曆十一月初九日    新竹新埔枋寮義民廟進香
- 農曆十一月十二日    義民爺公聖誕千秋
- 農曆十二月廿四日    謝值年太歲星君
- 西曆三月的第一個禮拜日  春季祭典
- 西曆九月的第一個禮拜日  秋季祭典

## 外部連結
- 高雄褒忠義民廟 （页面存档备份，存于）